# Sebastolobus alascanus
Sebastolobus alascanus är en fiskart som beskrevs av Bean, 1890. Sebastolobus alascanus ingår i släktet Sebastolobus och familjen kungsfiskar. IUCN kategoriserar arten globalt som starkt hotad. Inga underarter finns listade i Catalogue of Life.